# B.J. Young
B.J. Young (nacido el 26 de mayo de 1993 en Florissant, Misuri) es un jugador de baloncesto que pertenece a la plantilla del BK Inter Bratislava de la Slovakian Extraliga. Con 1,91 metros de altura, juega en la posición de base.

## Trayectoria deportiva

### Universidad
Jugó en la Universidad de Arkansas desde 2011 hasta 2013.

### Profesional
Aunque no fue elegido en el Draft de la NBA de 2013, B.J. fue contratado por los Houston Rockets el 15 de julio de 2013. Antes que los Rocekts lo contrataran había jugado la Liga de Verano de la NBA de ese mismo año, promediando 11,8 puntos, 1,5 rebotes y 1,8 asistencias en 18,5 minutos.